# Бузьке козацьке військо
Бузьке козацьке військо — військове формування на Півдні України в другій половині 18 — на початку 19 століття.
Сформовано 1769 року з козаків (українців) Запорізької Січі, молдован, волохів, болгар та македонців, що входили до окремих полків, які під час російсько-турецької війни 1768–1774 років брали участь у бойових діях під Очаковом, Бендерами, Акерманом, Ізмаїлом.
З 1775 року, після руйнування Запорізької Січі, військо несло прикордонну службу вздовж Південного Бугу.
1800 року полк було ліквідовано, а козаків перетворено на державних селян. Саме з цих козаків 1803 року й утворено кілька п'ятисотенних полків, які стали називатися Бузьким козацьким військом.

## Бузьке козацьке військо за час Російсько-турецької війни (1768—1774)
У війнах другої половини XVIII століття на боці Росії проти Османської імперії воювало багато греків, болгар, молдован та представників інших балканських народів. З греків і албанців створюються військові формування. Під час війни 1768—1774 на боці російської армії воювало багато загонів болгар. Так, болгарин Н. А. Каразін доставив російському командуванню цінні розвіддані і привів із собою трьохтисячний загін добровольців з болгар, румунів і молдован. Деякі з подібних загонів пізніше були включені в Бузьке козацьке військо.
Основою бузького війська став полк, що сформувався османським командуванням в 1769 році з болгар, волохів і представників інших народів Балканського півострова. Він був направлений в Бессарабію до армії сераскіра, щоб допомогти зняти облогу з османської фортеці Хотин. Але замість того, щоб воювати проти російських військ, полк перейшов на їхню сторону, і протягом всієї війни брав участь у бойових діях у складі корпусу, який знаходився під командуванням генерал-фельдмаршала графа Петра Румʼянцева на власному утриманні.
Допомога, яку надало населення Північного Причорномор'я російським військам, була величезна: в період війни російська армія була достатньо забезпечена провіантом і фуражем, безперешкодним постачанням зброї, боєприпасів, розвідувальними даними та іншим необхідним для успішного ведення бойових дій.
Війна 1768—1774 років стала переможною для Російської імперії. Укладена 10 липня 1774 року в селі Кючук-Кайнарджа, поблизу міста Силістрії, на території Болгарії, мирна угода закріпила перемогу Російської імперії над Османською імперією. За Кючук-Кайнарджийською мирною угодою до Російської імперії переходили землі, що лежали ліворуч від Південного Бугу. Саме на цих землях були розміщені офіцери і солдати Бузького козацького полку разом зі своїми сім'ями, яких граф Румʼянцев запевнив, що під заступництвом Російської держави вони знайдуть спокійне життя і будуть нагороджені вигідними для поселення і обзаведення господарством землями, причому проголошений був й Маніфест, що обіцяв їм тридцятирічні пільги. Тому, залишивши свої житла в Болгарії, Молдові і Валахії, вони перейшли в Південну Україну і оселилися по річці Бугові.
Внаслідок незаселеності відведеного їм під поселення місця і віддаленості його від міст, вони з великими труднощами завели господарство.
Всього бузьких козаків було близько 7 тисяч. Вони заснували 26 сіл між Бугом і Інгулом в Бобринецькому і Херсонському повітах, у тому числі Касперівку й Федорівку (тепер місто Нова Одеса), Костянтинівку, Білоусівку, Себине або Гнилий-Єланець, Баловну, Гур'ївку та інші, що пізніше належали до Бузького уланського поселення. Центром було місто Вознесенськ, яке раніше було запорізьким містечком Соколи біля гирла річки Мертві Води.
Аполлон Скальківський писав, що бузьким козакам за їх вірну службу Російському уряду були обіцяні 30-ти річні пільги з переконаннями, що вони завжди залишаться у військово-хліборобському стані, але цими пільгами вони користувались тільки 8 років, тобто до 1785 року, або до завоювання Криму. З даних А. О. Скальківського випливає, що пільги бузьким козакам були обіцяні в 1777 році, тоді як в «Пам'ятці законів про бузьких козаків» говориться про те, що Маніфест, в якому надавалося 30 пільгових років переселенцям до Російської імперії, був проголошений бузьким козакам відразу ж після припинення військових дій з Османською імперією, тобто влітку 1774 року. Але обіцяними пільгами, як це сказано в «Пам'ятникові законів», козаки Бузького війська користувались тільки 8 років, або ж до 1782 року.
У 1783 році за наказом князя Потьомкіна козаки поступили на службу і охороняли кордон з Османською імперією по Бугу.

## Нововербований козацький полк
Поруч з Бузьким козацьким полком був поселений «Нововербований козацький полк» генерала О. О. Прозоровського, що сформувався в 1769 році, утворений з українців, поляків, болгар і молдован. Цей полк брав участь у російсько-турецькій війні 1768—1774 років. Після її закінчення козаки цього полку у 1775 році були поселені на землях біля Бугу, разом з ними розмістили арнаутів і волонтерів з болгар, албанців, валахів, сербів, невеликі загони яких знаходились на російській службі.

## Молдовський гусарський полк
Завдяки перемозі у війні 1768—1774 років уряд Російської імперії отримав нові ідеологічні і економічні важелі для здійснення переселенської політики у Причорномор'ї. Молдовани брали активну так і в російсько-турецьких війнах Російської імперії. Зрозуміло, що імператорський уряд був вкрай зацікавлений у створенні військових поселень з молдован. Найчисленніші військові поселення молдован і представників інших народів були засновані в Єлизаветградській провінції у другій половині XVIII століття. На початку 1770-х років до Єлизаветградської провінції було поселено 3595 молдован, що здались у полон під час російсько-турецкої війни.
До складу так званого Молдовського гусарського полку ввійшли, наприклад, села Павлівськ (сучасна Новоукраїнка), Скроні, Піщаний Брід, Чорний Ташлик (північна сторона сучасної Новоукраїнки), Тернівка, Інгульськ, Добрянка, Синюхин Брід, Липняжка, Плетений Ташлик, Лиса Гора, Тишківка, Сухий Ташлик, Грузьке, Катерининський Шанець.

## Склад бузького козацтва на 1782 рік
У 1782 році переселенці, які мешкали у Ольвіопольському і Єлизаветградському повітах входили до
- Булгарського гусарського полку: Синюхин Брід, Лиса Гора, Любомирівка, Вільшанка, Добряна, Тернівка, Тишківка;
- Молдовського гусарського полку: Піщаний Брід, Павлівське, Чорний Ташлик, Сухий Ташлик, Елиське, Вітовське, Грузьке, Лелековате;
- Далматського гусарського полку: Рівне;
- Македонського гусарського полку: Виське;
- Сербського гусарського полку: Мартоношське, Новомиргород, Коробчинське, Петроострівське, Надлацьке, Калниболотське, Шалевське, Архангельск, Єлисаветград;
- Угорського гусарського полку: Панчівське, Пінерське, Сантівське, Вуковарське, Федварське Суботцове, Мішорине, Гончарівка, Знам'янське;
- Єлизаветградського пікінерного полку: Петриківське, Вишилекське, Староаджамське, Спасівське, Головківське, Чечелівське, Покрівське, Новоаджамське.

## Російсько-турецька війна (1787—1792)
В 1787 році, коли знову почалися військові дії, бузькі козаки були переміщені князем Потьомкіним від річки Буг до внутрішніх частин губернії на 200 верст у Красносельські хутори, які були куплені для них. Після того, як до кордонів підійшла російська армія, вони були повернуті назад. Але переміщення принесло козакам розорення. Переміщення до Красносельських хуторів і під Бахмут Катеринославської губернії торкнулися тільки деяких османських іммігрантів.
У 1787 році почалася чергова російсько-турецька війна. Як і в попередніх війнах, російський уряд намагався якомога повніше використати людські і матеріальні ресурси населення Південної України. Російські війська розташувались на лівому березі Бугу. На території Добрянки, Вільшанки, Синюшного Броду стояли Вітебський, Тавричний і Київський фанагорійський гренадерські полки. Михайло Кутузов командував бригадою, що входила в Катеринославську армію Гриця Потьомкіна. Штаб Кутузова був розташований у Лисій Горі.
З бузьких козаків було сформовано два полки, які брали участь у боях проти османів у 1787 році. Ними командував Петро Скаржинський, родом з польських дворян, які заснували на Бузі село Мигію, а на Мертвих Водах село Трикрати. З рапорту Скаржинського, поданого генерал-майору Кутузову 27 листопада 1787 року, бачимо, що в 2-му Бузькому полку було 32 родини старшин, в яких 89 чоловік і 421 козацька родина, всього 1618 чоловік. У цей час, окрім військової служби, вони постачали армії збіжжя, великі запаси сіна і соломи і до 900 голів коней, а також рогату і руну худобу. Населення всього Бузького війська було досить заможне, його чисельність доходила до 4000 чоловік, з яких до 1000 чоловік було добре навчених військовій справі.
У 1788 році з козаків був сформований полк, який брав участь у штурмі фортець Очакова та Ізмаїла. Протягом війни багато бузьких козаків було вбито і поранено, вдови і сироти залишені без необхідної допомоги. І нарешті полк був використаний проти польських повстанців і охороняв кордон по річці Дністер і берегах Чорного моря. За весь цей час козаки, незважаючи на їхні вимоги, не отримували грошей за фураж і провіант.
У 1788 році бузькі полки були об'єднані в один полк з приписанням до нього 3796 українських селян. У рапорті, поданому в січні 1788 року на ім'я Потьомкіна, Кутузов повідомляв про прибуття Бузького єгерського корпусу, до складу якого входив півторатисячний Бузький козацький полк.
Бузький козацький полк у складі 1500 чоловік під командуванням полковника Петра Скаржинського, а потім підполковника О. П. Орлова відзначився в битвах під Очаковим, Бендерами, Акерманом, Килією та Ізмаїлом.
Під час війни 1787—1791 років болгари та модавани входили також у загони волонтерів, якими командував Афанасій Гуржій. Ці загони часто діяли в тилу ворога. Багато волонтерів, які билися з османами під прапорами Російської імперії, на початку 90-х років XVIII століття поповнили Бузьке козацьке військо.
Серед старожилів «Очаківської області» — території між Південним Бугом і Дністром, приєднаної до Російської імперії в 1791 році за Ясським мирним договором від 29 грудня 1791 року, згадуються молдовани і болгари. За даними А. О. Скальковского, до 1791 року до півдня Україну переселилося до двох тисяч болгар, що оселились в Ізмаїлі, Килії, Бендерах, Акермані (Білгород-Дністровський), Кишеневі і Рені, на землях молдовських бояр, а також на вільних землях Буджаку. Ці болгари під час війни складали особливе ополчення і служили під прапорами Румʼянцева, Суворова та інших полководців. Пам'ять про них їхні нащадки зберігали в сальвогардіях і атестатах як священне надбання. Після укладення Ясського договору протягом 90-х років болгари переходили за Дністер і селилися в містах Тирасполі, Нових Дубосарах, Григориополі й Одесі. В Одесу багато болгар добиралося морем, тут чимало з них стали купцями і вели значну закордонну торгівлю, засновували школи в Болгарії і Україні, допомагаючи народній освіті.

## Скасування Бузького козацького війська у 1796—1798
У 1796 році імператриця Катерина ІІ за добру службу цього полку повеліла князю Зубову залишити Бузький козацький полк на службі і зарахувати до козацького стану 3796 чоловік, куплених князем Потьомкіним у різних поміщиків, ці зараховані до Бузького козацького війська селяни повинні були забезпечувати Військо продовольством, фуражем та всім необхідним для підтримки боєздатності. Полк необхідно було забезпечити відповідним штатом і призначити при Дністрі прикордонну землю, офіцерів нагородити чинами, відвести їм рангові дачі і сплатити всі раніше заслужені суми. Але, внаслідок її смерті, все це не було виконане.
В 1797 році імператор Павло І (1796—1801) наказав розпустити Бузький полк зі служби по домівках, причому не було зроблено жодної постанови, на якому стані надалі йому залишатися, — одна його частина тоді вже була розпущена, а інша залишалася охороняти кордон по Дністру і Чорному морю до 1800 року, а потім і вона була розпущена, а всі люди переведені в селянський стан. Їх кількість, окрім оселених на дачах 600 болгар, була 6383 чоловіки, що мешкали в 3-х повітах: Єлизаветградському, Ольвіопольському і Херсонському. Дворів у них було 1595, зручної землі — 169.738 десятин.
В 1798 році Бузьке козацьке військо було ліквідоване, а козаки переведені в стан державних селян. У 1780 році в селянський стан були переведені і ті козаки, що несли службу на кордоні з Османською імперією.

## Відродження Бузького козацького війська
На початку XIX століття Російський уряд розпочав підготовку до нової війни з Османською імперією, його метою був вихід до Середземного моря. Для цього необхідно було використати всі наявні внутрішні військові і економічні ресурси і зміцнити вплив Російської імперії на Балканах. Тому у відповідь на клопотання Олександру І (1801—1825), яке було подане 12 вересня 1801 року довіреними від колишніх бузьких козаків Хмельницьким і Салтиковським і в якому викладалося прохання про переведення їх в колишній стан, 28 квітня 1803 року, після проведеного розбору, була складена «Пам'ятка законів про Бузьких козаків». Перша частина цього документу — це своєрідна довідка про історію створення бузьких козацьких полків, їх правове становище, друга — положення, на основі яких повинно в подальшому існувати це військово-адміністративне утворення. Тобто, документ «Пам'ятка законів про Бузьких козаків» можемо розглядати як законодавчу основу створення й існування Бузького козацького війська на початку XIX століття.
Другий етап існування Бузького козацького війська починається з того, що довірений від бузьких козаків капітан Хмельницький подав 12 вересня 1801 року прохання на ім'я імператора про повернення їх на службу. Справа була передана від генерал-прокурора Беклешева на розгляд імператора і за його наказом запропонована на розгляд Раді. За загальною думкою було вирішено тимчасово залишити бузьких козаків у їхньому селянському стані, а тим часом через генерала Міхельсона запропоновано колишньому Новоросійському громадському губернатору Миклашевському оглянути поселення козаків і, переконавшись чи насправді всі вони бажають відновлення в колишній стан, надати справу зі своїми зауваженнями. У зв'язку з цим генерал надав зібрані губернатором Миклашевським відомості про бузьких козаків разом зі своїми міркуваннями на розгляд імператора.

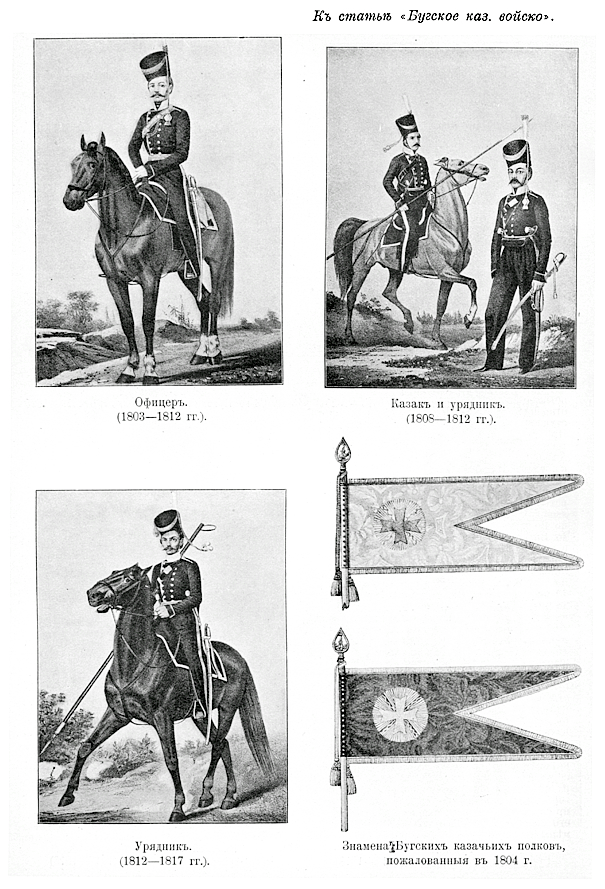
Бузьке козацьке військо

В справі були зазначені причини, які вимагали відновлення бузьких козаків у їх колишній стан:
1. Бузькі козаки своєю вірною службою здобули право на перевагу свого звання, але вони були зараховані проти їхньої волі в селянський стан.
2. Якщо бузькі козаки будуть переведені в колишній їх стан козацьких військ, то залишаючись на своєму утриманні, будуть охороняти кордон, така варта буде найбільш надійна, тому що, захищаючи кордони, вони будуть захищати свої житла.
3. Внаслідок цього скарбниця уникне досить великих витрат, потрібних на прибуття з віддалених місць війська і на його утримання в прикордонних місцях.
4. Відновлення Бузького козацького війська на думку адміністрації, було корисне і для внутрішнього влаштування всього Новоросійського краю — нової, з просторими степами, різноманітним національним складом території. Бо нерідко земській поліції необхідне було військове підкріплення, для чого інколи цілі Донські полки всередині краю утримувались за рахунок скарбниці. Козаки Бузького війська, проживаючи в своїх будинках, будуть достатнім підкріпленням земській поліції.
5. Повернення переселенців у стан козаків буде сприяти подальшим переселенням у межі Російської імперії представникам балканських народів.
6. Повертаючи козаків у колишній їх стан, скарбниця втрачала 1500 карбованців прибутку, але ця втрата в порівнянні з вигодами від того очікуваними була невелика, тим більше, що після обіцяної їм 30-ти річної пільги у весь цей час козаки повинні були бути вільними від державних повинностей.
7. Отже, відновлення бузьких козаків у їх первинний стан було не тільки справедливим, але й приносило користь як їм, так і державі.

Повертаючи бузьких козаків, на думку генерала Міхельсона, в їх колишній військовий стан, потрібно приєднати до них і 600 болгар, які оселились на їх землях.
У 1803 році більше 500 болгар переселилося до України, вони отримали ті ж особисті і поземельні права, що й інші бузькі козаки. Вони жили в волостях Диміній, Щербинівці (зараз село Тавричанка Херсонської області) та інших Херсонської губернії і повіту. Також у Бузьке козацьке військо ввійшло багато представників народів Балканського півострова і Подунав'я, виведених в 1790-х роках із-за Дунаю і влаштованих князями Іваном і Миколою Кантакузіними.
Наказом від 18 травня 1803 року Бузьке козацьке військо було відновлене в складі трьох п'ятисотенних полків із зарахуванням до нього 600 болгар, що переселилися в Україну після укладення Ясського договору. Також у військо були включені Красносельські хутори, центр яких знаходився в місті Вознесенську.
З них були утворені три нерегулярні п'ятисотенні козацькі полки під командуванням військового отамана. Один полк завжди по черзі ніс прикордонну службу, а на вимогу і всі три могли бути вислані на службу. Кількість офіцерів у полку і його влаштування було точно таким, як в Донському і Чорноморському козацьких полках. Посади офіцерів могли займати обрані козаки з Бузького війська. Службу несли по черзі і особисто, без всяких наймів і замін. Офіцерам, що відряджалися на прикордонну службу далі 100 верст від місця проживання, і взагалі відрядженим на службу, видавалося з Державної скарбниці жалування по окладу армійських гусарських полків, а простим казакам 12 карбованців на рік і провіант, а також фураж для коней. Порох і свинець відпускалися, як і іншим козакам, від артилерійського відомства.
Була створена військова канцелярія під головуванням військового отамана і 2-х чинів неодмінно з штаб-офіцерів і 2-х асесорів, обраних на 3 роки. По громадянській частині козацькі поселення розташовувались у відомстві губернського начальства і в особливості керуючого губернією. Канцелярія знаходилась на утриманні козаків, вона брала участь у шитті мундирів, збруї та ін., скликала козаків і на їх розсуд виносила всі питання, пов'язані з утриманням полку. Бузьким козакам було надане право примножувати свій стан людьми з-за кордону їм одноплемінними: болгарами, волохами, молдованами та ін. Але їм було заборонено, для попередження зловживань, приймати простих селян у козаки, а також оселяти селян на козацьких землях.
Бузькому війську надавалася загальна військова земля, але не заборонялось і кожному купувати у власність землі за загальними правилами. Борг бузьких козаків 15181 карбованець 12 копійок був скасований. Причиною цьому послужив поганий стан їх господарств від переселення з місця на місце і неврожаї декількох років, а також те, що їм були обіцяні пільги, за якими вони протягом 30 років повинні були бути вільними від усяких повинностей. Миколаївському військовому губернатору було наказано оглянути, де зручніше буде заснувати військову канцелярію та ін. Оскільки в деяких селах козаків землі мало, а в інших з надлишком, то при поверненні їх у військовий стан їм було дозволено переселятися з перших в останні. Дозволялася прибавка Бузькому війську землі і віддання йому всієї тієї, що пустувала між річками Бугом і Інгулом. Це питання також подавалося на розсуд Миколаївського губернатора, так само як і подробиці, потрібні до подальшого влаштування війська.

## Адміністративний склад Бузького козацького війська
Адміністративний центр війська — Соколи (сучасний Вознесенськ Миколаївської області).
Іншими слободами війська були: Ракове, Новогригоріївське, Арнаутівка, Михайлівське, Троїцьке, Федорівка, Касперівка, Скаржинка, Новопетрівське та інші.
Завдання Бузького козацького війська — охорона кордонів Російської імперії по річці Дністер.

## Військова дії проти Франції й Османської імперії 1804—1814
Бузьке козацьке військо під час російсько-турецької війни 1806—1812 років постійно поповнювалося добровольцями із-за Дунаю: молдованами, болгарами, албанцями, сербами, румунами та іншими, про що свідчив рапорт генерал-лейтенанта Дюка де Рішельє генералу від кавалерії Міхельсону (2 лютого 1807 року) про формування чотирьох волонтерських полків наказним отаманом Бузького козацького війська полковником князем Кантакузеном. До 1811 року чисельність Бузького війська досягла 9448 козаків.
Три полки Бузького козацького війська, у складі українського корпусу, брали участь у боях з армією французького імператора Наполеона І Бонапарта в 1804—1814 роках.
Наказом 24 грудня 1817 року Бузьке козацьке військо було скасоване і, ввійшовши до складу військових поселень, об'єднане з двома українськими полками в Бузьку уланську дивізію.
Козаки цього війська брали участь у війнах Росії з Османською імперією (1806–1812) та Францією (1812–1814).
У 1817 році Бузьке козацьке військо, після придушення повстання, ліквідували.
Частина козаків стали військовими поселенцями, решта увійшли до Бузької уланської дивізії російського війська.